# ArenaBowl
L'ArenaBowl è la finale della Arena Football League. Dal 1987 al 2004, l'ArenaBowl è stato ospitato dalla squadra col record della stagione regolare migliore tra le due finaliste. Dall'ArenaBowl XIX nel 2005 fino all'ArenaBowl XXII nel 2008, la gara si è tenuta in un'arena neutrale. Dal ritorno dell'AFL nel 2010 si è tornati al formato originale.
L'ArenaBowl, il suo trofeo e tutte le relative proprietà intellettuali collegate sono state acquistate da Arena Football 1 il 7 dicembre 2009, insieme a tutte le altre proprietà della AFL dopo che questa ha dichiarato bancarotta. Arena Football 1 alla fine ha assunto l'identità della AFL e in seguito ha annunciato che l'ArenaBowl avrebbe continuato ad essere la finale del campionato AFL.
Gli attuali campioni dell'ArenaBowl Champions sono gli Washington Valor, che hanno vinto il campionato nel 2018.

## Albo d'oro
| Gara             | Anno | Campione             | Campione | Perdente              | Perdente | Sito                              | Pubblico |
| ---------------- | ---- | -------------------- | -------- | --------------------- | -------- | --------------------------------- | -------- |
| ArenaBowl I      | 1987 | Denver Dynamite      | 45       | Pittsburgh Gladiators | 16       | Pittsburgh Civic Arena            | 13.232   |
| ArenaBowl II     | 1988 | Detroit Drive        | 24       | Chicago Bruisers      | 13       | Rosemont Horizon                  | 15.018   |
| ArenaBowl III    | 1989 | Detroit Drive        | 39       | Pittsburgh Gladiators | 26       | Joe Louis Arena                   | 12.046   |
| ArenaBowl IV     | 1990 | Detroit Drive        | 51       | Dallas Texans         | 27       | Joe Louis Arena                   | 19.875   |
| ArenaBowl V      | 1991 | Tampa Bay Storm      | 48       | Detroit Drive         | 42       | Joe Louis Arena                   | 20.357   |
| ArenaBowl VI     | 1992 | Detroit Drive        | 56       | Orlando Predators     | 38       | Orlando Arena                     | 13.680   |
| ArenaBowl VII    | 1993 | Tampa Bay Storm      | 51       | Detroit Drive         | 31       | Joe Louis Arena                   | 12.989   |
| ArenaBowl VIII   | 1994 | Arizona Rattlers     | 36       | Orlando Predators     | 31       | Orlando Arena                     | 14.368   |
| ArenaBowl IX     | 1995 | Tampa Bay Storm      | 48       | Orlando Predators     | 35       | ThunderDome                       | 25.087   |
| ArenaBowl X      | 1996 | Tampa Bay Storm      | 42       | Iowa Barnstormers     | 38       | Iowa Veterans Memorial Auditorium | 11.411   |
| ArenaBowl XI     | 1997 | Arizona Rattlers     | 55       | Iowa Barnstormers     | 33       | America West Arena                | 17.436   |
| ArenaBowl XII    | 1998 | Orlando Predators    | 62       | Tampa Bay Storm       | 31       | Ice Palace                        | 17.222   |
| ArenaBowl XIII   | 1999 | Albany Firebirds     | 59       | Orlando Predators     | 48       | Pepsi Arena                       | 13.652   |
| ArenaBowl XIV    | 2000 | Orlando Predators    | 41       | Nashville Kats        | 38       | TD Waterhouse Centre              | 15.989   |
| ArenaBowl XV     | 2001 | Grand Rapids Rampage | 75       | Nashville Kats        | 64       | Van Andel Arena                   | 11.217   |
| ArenaBowl XVI    | 2002 | San Jose SaberCats   | 52       | Arizona Rattlers      | 14       | HP Pavilion at San Jose           | 16.942   |
| ArenaBowl XVII   | 2003 | Tampa Bay Storm      | 43       | Arizona Rattlers      | 29       | St. Pete Times Forum              | 20.469   |
| ArenaBowl XVIII  | 2004 | San Jose SaberCats   | 69       | Arizona Rattlers      | 62       | America West Arena                | 17.391   |
| ArenaBowl XIX    | 2005 | Colorado Crush       | 51       | Georgia Force         | 48       | Thomas & Mack Center              | 10.822   |
| ArenaBowl XX     | 2006 | Chicago Rush         | 69       | Orlando Predators     | 61       | Thomas & Mack Center              | 13.476   |
| ArenaBowl XXI    | 2007 | San Jose SaberCats   | 55       | Columbus Destroyers   | 33       | New Orleans Arena                 | 17.056   |
| ArenaBowl XXII   | 2008 | Philadelphia Soul    | 59       | San Jose SaberCats    | 56       | New Orleans Arena                 | 17.244   |
| ArenaBowl XXIII  | 2010 | Spokane Shock        | 69       | Tampa Bay Storm       | 57       | Spokane Veterans Memorial Arena   | 11.017   |
| ArenaBowl XXIV   | 2011 | Jacksonville Sharks  | 73       | Arizona Rattlers      | 70       | US Airways Center                 | 14.320   |
| ArenaBowl XXV    | 2012 | Arizona Rattlers     | 72       | Philadelphia Soul     | 54       | New Orleans Arena                 | 13.648   |
| ArenaBowl XXVI   | 2013 | Arizona Rattlers     | 48       | Philadelphia Soul     | 39       | Amway Center                      | 12.039   |
| ArenaBowl XXVII  | 2014 | Arizona Rattlers     | 72       | Cleveland Gladiators  | 32       | Quicken Loans Arena               | 18.410   |
| ArenaBowl XXVIII | 2015 | San Jose SaberCats   | 68       | Jacksonville Sharks   | 47       | Stockton Arena                    | 9.115    |
| ArenaBowl XXXI   | 2018 | Washington Valor     | 69       | Baltimore Brigade     | 55       | Royal Farms Arena                 | SA       |

### classifica vittorie Team
| Vittorie | Anno                     | Campione             | Campione |
| -------- | ------------------------ | -------------------- | -------- |
| 5        | 1991,1993,1995,1996,2003 | Tampa Bay Storm      |          |
| 5        | 1994,1997,2012,2013,2014 | Arizona Rattlers     |          |
| 4        | 1988,1989,1990,1992      | Detroit              |          |
| 4        | 2002,2004,2007,2015      | San Jose SaberCats   |          |
| 2        | 1998,2000                | Orlando Predators    |          |
| 1        | 1999                     | Albany Firebirds     |          |
| 1        | 2001                     | Grand Rapids Rampage |          |
| 1        | 2005                     | Colorado Crush       |          |
| 1        | 2006                     | Chicago Rush         |          |
| 1        | 2008                     | Philadelphia Soul    |          |
| 1        | 2010                     | Spokane Shock        |          |
| 1        | 2011                     | Jacksonville Sharks  |          |
| 1        | 2018                     | Washington Valor     |          |
| 1        | 1987                     | Denver Dynamite      |          |